# Август Баншчак
?
Август Баншчак (1911— ? ) је бивши југословенски атлетски репрезентативац. Такмичио се у трчању на 400 м препоне. Био је члан панчевачког спортскога клуба Панчево из Панчева
Баншчак је био првак Југославије 1930. године резултатом 1:01,4.
Учествовао је на Летњим олимпијским играма 1936. у Берлину, у својој дисциплини 400 метара препоне. У квалификацијама био је шести у другој групи са 1:01,5 мин. и није се успео квалификовати за финале.
Лични рекорд 56,3 постигнут је 1937. године.